# Щербатов, Тимофей Иванович
Князь Тимофей Иванович Щербатов (?—1662) — стольник, воевода и окольничий во времена правления Михаила Фёдоровича и Алексея Михайловича.
Представитель княжеского рода Щербатовых (Рюриковичи). Единственный сын князя Ивана Осиповича Щербатова и внук князя Осипа Михайловича Щербатова.

## Биография
В 1629 году упоминается в чине стольника. В 1634 году служил в Можайске в полку под командованием боярина князя Дмитрия Мамстрюковича Черкасского. 
В 1636 и 1640 годах вместе с другими стольниками оставался на царском дворе во время богомольных походов царя Михаила Фёдоровича в Троице-Сергиеву лавру и в Вязники. На службе в Туле в полку Ивана Борисовича Черкасского (1638).
В 1639 году он «дневал и ночевал» у гроба царевича Василия Михайловича. В 1641 году служил в Туле в полку под командованием воеводы князя Якова Куденетовича Черкасского. В 1644 году — воевода в Нижнем Ломове, по ногайским вестям послан к Темникову. В 1646-1647 годах воевода в Мценске, в полку боярина князя Алексея Никитича Трубецкого. Местничал с окольничим Михаилом Матвеевичем Бутурлиным (1646). На свадьбе царя Алексея Михайловича с Марией Ильиничной Милославской 26 января 1648 года «перед Государём есть ставил».
В 1648—1651 годах — судья в Московском Судном приказе, где местничал с князем Борисом Александровичем Репниным, дело проиграл и был посажен в тюрьму. В 1651—1653 годах находился на воеводстве в Севске и по крымским вестям приказано идти из Севска в сход с князем Григорием Семёновичем Куракиным.
В 1654 году участвовал в походе русской армии под командованием царя Алексея Михайловича на ВКЛ, воевода Ертуального полка, послан вперёд в Вязьму, а оттуда к Дорогобужу. После капитуляции Дорогобужа царь отправил туда воевод Петра Васильевича Шереметева и князя Тимофея Щербатова. Шереметев должен был выступить в поход на литовцев, а Щербатов назначен вторым воеводой под Кричев.
4 марта 1655 года пожалован из стольников в окольничие. Во время второго похода царя Алексея Михайловича во главе русских войск на Великое княжество Литовское вместе с боярином князем Г. С. Куракиным оставлен ведать Москву, третьим по старшинству.
1 марта 1657 года назначен вторым воеводой во Псков, став заместителем первого воеводы Матвея Васильевича Шереметева; 9 июня того же года в битве под Валком, закончившейся для русских поражением, Тимофей Щербатов, по рассказам пленных: «при самом начале битвы был ранен в грудь, в тот самый момент, как взял в руки булаву».
В 1660—1661 годах — первый воевода в Пскове. В течение двух лет заботился о доставке во Псков хлебных запасов для раздачи ратным людям и находился в переписке с новгородским воеводой, князем Иваном Борисовичем Репниным, которому сообщал о военных известиях, получаемых из Полоцка и псковских пригородов.
Умер в 1662 году бездетным.
Жена: Мария Степановна урождённая Волынская — дочь Степана Ивановича Волынского. 